# Ivan Rakitić
Ivan Rakitić, né le 10 mars 1988 à Rheinfelden dans le canton d'Argovie (Suisse), est un footballeur international croate qui évolue au poste de milieu de terrain.
Né en Suisse de parents croates et y ayant passé sa jeunesse, il possède la double nationalité.
En club, il commence sa carrière au FC Bâle avant de partir très tôt au Schalke 04 où il fera ses gammes. En 2011, il rejoint l'Espagne et le Séville FC avec qui il remporte la Ligue Europa en 2014. La même année, Rakitić s'engage pour le FC Barcelone avec qui il remporte treize trophées, dont quatre championnats d'Espagne et une Ligue des champions. En 2020, Rakitic revient au Séville FC, avec qui il remporte une nouvelle Ligue Europa en 2023.
Après avoir joué dans des sélections nationales jeunes suisses, il opte finalement pour la sélection croate, participant à l'Euro en 2008, 2012, 2016 et à la Coupe du monde en 2014 et 2018.

## Biographie

### Carrière en club

#### FC Bâle (2005-2007)
À l'âge de 16 ans, Ivan Rakitić est approché par le club anglais de Chelsea mais ne donne pas suite à cette proposition.
Rakitić a fait ses débuts pour l'équipe première du FC Bâle le 29 septembre 2005 dans un match à l'extérieur de Coupe de l'UEFA contre le NK de Široki Brijeg et a poursuivi ses débuts en Super League le 15 avril 2006 dans le match à l'extérieur de Bâle contre le Neuchâtel Xamax. Bien que ces deux parties soient les seules qu'il ait jouées pendant sa première saison professionnelle avec Bâle, il s'établit comme un habitué de l'équipe première du club dès sa deuxième saison en 2006. Il inscrit son premier but en professionnel le 22 octobre 2006, à l'occasion d'une rencontre de championnat face au FC Saint-Gall. Il ouvre le score et son équipe s'impose par deux buts à un ce jour-là. En 2007, il fait trente-trois apparitions et marque onze buts en Super League en Coupe de l'UEFA. Il est nommé meilleur jeune joueur de la saison 2006-2007 de la Super League.

#### Schalke 04 (2007-2011)
Le 22 juin 2007, Rakitić a signé en Allemagne à Schalke 04. Il fait ses débuts avec Schalke 04 le 21 juillet 2007 en Coupe de la Ligue allemande contre Karlsruher SC et est aussi apparu dans  deux autres matchs de la compétition contre Nuremberg et le Bayern Munich. Le 5 août 2007, Rakitić a marqué son premier but en compétition pour Schalke 04, au premier tour de la Coupe allemande victoire 9-0. En 2007-2008 pendant le match d'ouverture du Bundesliga entre les champions en titre (championnat et coupe) : VfB Stuttgart et Schalke 04, le 10 août 2007, Rakitić entre en jeu pendant les 20 dernières minutes et marque son premier but en Bundesliga pour Schalke 04 après seulement cinq minutes de jeu ; finalement l'équipe concédera le nul 2-2. Le 15 septembre 2007, il a marqué le seul but pour Schalke dans leur match nul 1-1 face au Bayern Munich. Trois jours plus tard, il a aussi fait ses débuts en Ligue des champions pour Schalke 04 au cours d'une défaite 1-0 contre Valence.
En première partie d'année 2011, il ne figure plus dans les plans de l'entraîneur Felix Magath, qui dit de lui qu'il est « trop lent et pas assez décisif ».

#### Séville FC (2011-2014)

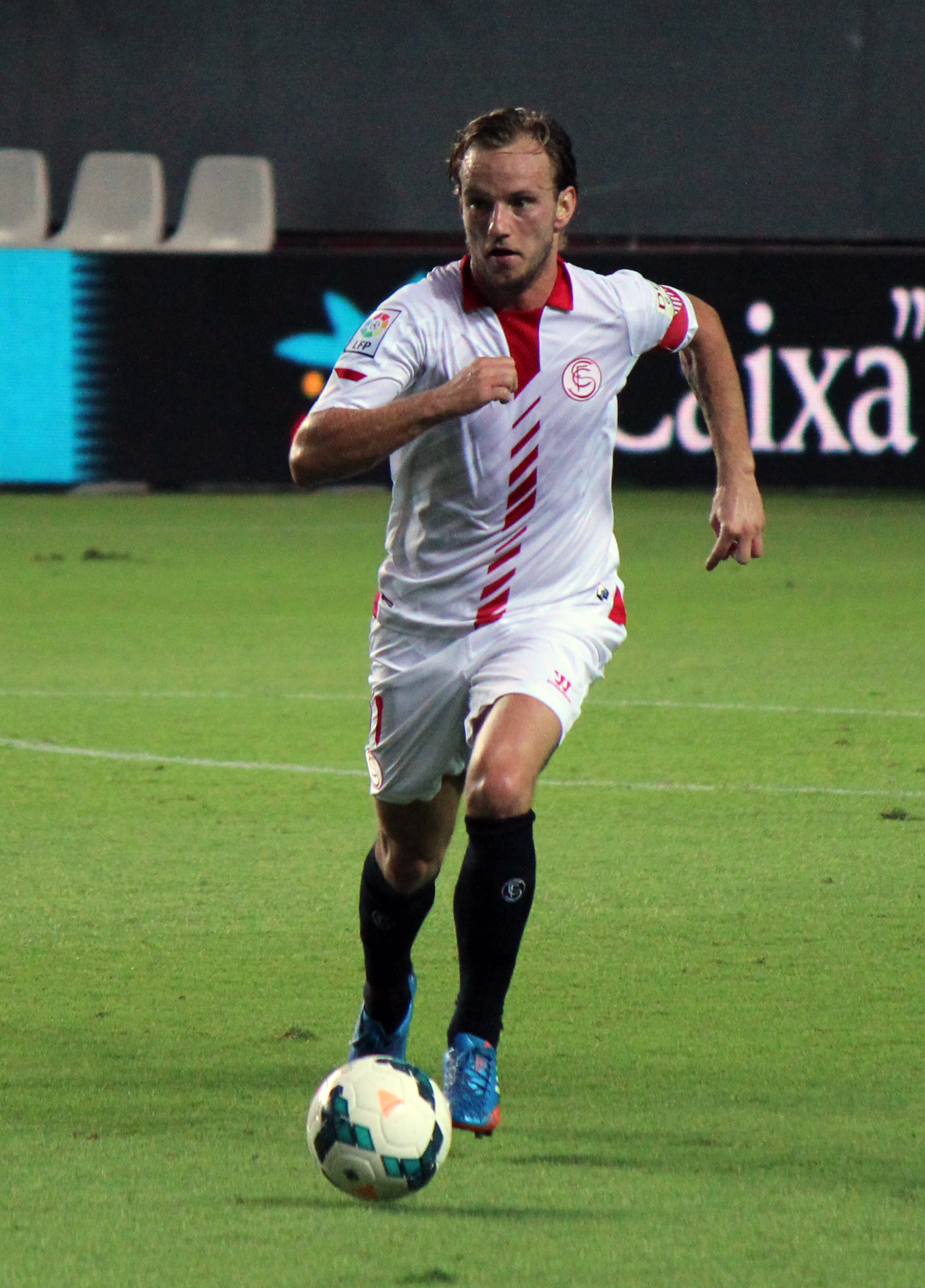
Ivan Rakitić sous les couleurs du Séville FC, en septembre 2013.

Le 28 janvier 2011, Rakitić rejoint le Séville FC en Espagne, où il signe un contrat de quatre ans et demi. Il joue son premier match sous ses nouvelles couleurs dès le 2 février suivant, à l'occasion d'une rencontre de coupe d'Espagne perdue face au Real Madrid (2-0). Rakitić marque son premier but pour Séville lors d'une rencontre de championnat face au Hércules Alicante, le 20 février 2011, donnant par la même occasion à la victoire à son équipe (1-0 score final).
La saison 2013-2014 de Rakitić est la plus aboutie du meneur croate avec des performances remarquables et remarquées face au Real Madrid ou Valence. Il a régalé ses coéquipiers tout au long de cette saison et ainsi permis à ses avant-centres Carlos Bacca et Kevin Gameiro de briller.
Le 14 mai 2014, il gagne la Ligue Europa avec Séville en étant élu homme du match. Il sera de plus nommé dans l'équipe type de la saison de Liga BBVA, passant devant des joueurs tels que Andrés Iniesta ou Arda Turan.
Il est considéré comme le meilleur joueur de Séville de la saison. Ses performances en font la priorité de recrutement du FC Barcelone afin de lui permettre de retrouver les sommets.
Au sein du Séville FC, l'entraîneur Unai Emery le fait jouer au centre du milieu de terrain « à la fois relayeur et chef d’orchestre ». Il est également capitaine de son équipe.

#### FC Barcelone (2014-2020)
Le 16 juin 2014, le FC Barcelone officialise l'arrivée d'Ivan Rakitić dans ses rangs, le montant du transfert étant estimé à 18 millions d'euros. Le milieu de terrain croate, qui signe un contrat de cinq ans, est recruté pour remplacer progressivement au poste de relayeur titulaire le capitaine Xavi. Il choisit de jouer avec le numéro 4 en hommage à Pep Guardiola : « Je sais ce que représente porter ce numéro. Pour moi, c'est vraiment spécial de porter le numéro de Pep Guardiola. J'adorais sa façon de jouer, j'espère que je serai à la hauteur ».
Lors de la saison 2014-2015, Rakitić joue son premier match officiel contre Elche et donne une passe décisive pour le jeune Munir (3-0). Il inscrit son premier but sous les couleurs blaugrana le 21 septembre 2014 contre Levante. En huitième de finale retour de la Ligue des champions, il assure la qualification de son équipe en lobant Joe Hart,. En juin 2015, lors de finale de la Ligue des Champions, Rakitić marque le premier but du Barça contre la Juventus Turin dès la 4e minute. Il devient ainsi le troisième buteur le plus rapide en finale de C1. Barcelone s'impose 3-1 et remporte sa cinquième coupe aux grandes oreilles. Lors de sa première saison au FC Barcelone, il remporte le championnat d'Espagne, la Coupe du Roi et la Ligue des Champions en devenant un titulaire régulier. Étant nettement moins exposé aux médias que ses coéquipiers d'attaques tels que Messi ou Neymar, Rakitić est pourtant considéré comme une pièce maîtresse de la saison exceptionnelle du club.
Le 11 août 2015, il participe à la Supercoupe de l'UEFA contre le Séville FC qui voit le sacre de Barcelone lors d'un match disputé (5-4). Le 14 août, le Barça subit une déroute contre Bilbao en Supercoupe d'Espagne (4-0). Le match retour se solde par un nul mais Barcelone est privé de Supercopa et de sextuplé,. Le 16 septembre, il délivre une passe décisive à Luis Suárez lors d'un match de Ligue des champions contre l'AS Rome (1-1). Le 21 octobre, il marque son premier doublé avec Barcelone contre la modeste équipe du BATE Borisov (victoire 0-2).
Le 9 mars 2017, il prolonge son contrat avec le Barça jusqu'en 2021.
Le 2 mars 2019, il marque le but qui donne la victoire au Barça 1 à 0 sur le terrain du Real Madrid (26e journée de championnat).
Avec 310 matches sous le maillot du Barça, il fait partie des quatre joueurs étrangers ayant joué le plus de matches au cours de l'histoire du club.

#### Retour au Séville FC (2020-2024)
Le 1er septembre 2020, il fait son retour au Séville FC après six ans au FC Barcelone. Le montant du transfert est de 1,5 million d'euros (hors bonus) et Rakitic s'engage jusqu'en 2024. Il marque son premier but depuis son retour à Séville le 27 septembre 2020, lors d'une rencontre de championnat face au Cádiz CF. Son équipe s'impose par trois buts à un ce jour-là. Il se fait remarquer lors de la phase de groupe de Ligue des champions en inscrivant deux buts, le premier le 4 novembre 2020 face au FK Krasnodar (victoire 3-2 de Séville) et contre cette même équipe le 24 novembre suivant (1-2 pour Séville).
Le 30 janvier 2024, le Séville FC annonce le départ de Rakitić. Il indique également qu'à cette date, le Croate est le onzième joueur ayant disputé le plus de rencontres officielles de l'histoire du club andalou à égalité avec Enrique Montero.

#### Fin de carrière: Al-Shabab puis Hadjuk Split (depuis 2024)
Quelques heures après l'annonce de son départ du Séville FC, Rakitić rejoint le club saoudien d'Al-Shabab FC. Il dispose d'un contrat jusqu'en juin 2025.
Six mois après, le joueur quitte le club arabe pour rejoindre le club croate du Hadjuk Split. Il signe jusqu'en juin 2025, avec une année en option.

#### Retraite footballistique
Le 07 juillet 2025, Ivan Rakitić, 37 ans, a décidé de mettre un terme à sa carrière de footballeur professionnel à l’issue de la saison 2024‑25, conclue avec Hajduk Split, où il a disputé 39 matchs pour 2 buts et 5 passes décisives. «Le football m’a tout donné et même plus que ce que j’espérais. Des amis, des émotions, de la joie et de la tristesse. C’est une part de ma vie que je vais garder avec fierté. Mais maintenant, il est temps de dire au revoir. Merci football», a-t-il expliqué dans sa lettre. Le club a confirmé qu'il intègre son staff technique aux côtés du directeur sportif Goran Vucevic, valorisant son intelligence de jeu et son leadership après une carrière riche de 17 trophées (dont la Ligue des Champions 2015 avec le Barça et deux Europa League avec Séville) et 106 sélections avec la Croatie 

### Carrière internationale (2007-2020)
Né en Suisse de parents croates, Rakitić bénéficie de la double nationalité. Ainsi il joue avec les équipes nationales suisses de moins de 17, moins de 19 ans et en espoirs. Arrivé à cet âge, il a la possibilité de choisir définitivement les couleurs de l'équipe nationale qu'il souhaite défendre chez les adultes. Il opte finalement pour la Croatie, rejoignant ainsi son ami Mladen Petrić. Cela déclenche une polémique en Suisse où l'on critique son manque de loyauté et son attitude ingrate envers son pays formateur.
Il fait ses débuts avec la Croatie le 8 septembre 2007 lors des éliminatoires de l'Euro 2008 face à l'Estonie à Zagreb en remplaçant Niko Kranjčar. Il marque son premier but international face à l'Andorre le 12 septembre 2007 lors de sa seconde sélection, deux minutes après son entrée en jeu. En mai 2008, il fait partie de la liste des 23 Croates qui participent à l'Euro 2008. Lors du quart de finale face à la Turquie, il fait partie des trois joueurs croates qui ratent leur tir au but (défaite 1–1, tab 1-3).
Il participe également à l'Euro 2012 (premier tour) et  à la Coupe du monde de 2014 (premier tour).  Durant l'Euro 2016 (huitième-de-finaliste), il inscrit son premier but en tournoi majeur face à la Tchéquie au premier tour. Il joua sa dernière compétition lors de la Coupe du monde 2018 dont il est finaliste. Durant cette dernière compétition, il inscrit le dernier but de son équipe face à l'Argentine durant le premier tour (victoire 3-0). Incontournable avec la Croatie dont il a été l'un de ses meilleurs représentants, il est l'un des symboles de sa génération dorée avec Luka Modrić, Ivan Perišić, Vedran Ćorluka ou encore Mario Mandžukić. 
Le 21 septembre 2020, il annonce sa retraite internationale, après avoir joué 106 matchs et marqué 15 buts pour la Croatie.

## Caractéristiques
Rakitić est classé comme un milieu de terrain polyvalent, capable de bien réaliser l'ensemble des tâches demandées aux différents postes du milieu de terrain, qu'elles soient défensives ou offensives. Milieu offensif gauche au FC Bâle, il commence à évoluer au centre lors de son passage au Schalke 04, bien qu'il puisse aussi évoluer sur le côté gauche. Lorsqu'il joue au Séville FC, son rôle est de gérer les offensives de son équipe. Quand il rejoint le FC Barcelone, le système de jeu catalan est différent et son rôle évolue. Placé plus en retrait avec un rôle plus défensif, il devient un régulateur de son équipe, tel que l'occupait Xavi avant son arrivée. S'imposant dans le système du Barça, il apporte à son équipe une dimension physique supplémentaire et une variété dans le jeu, tout en inscrivant ponctuellement des buts,.
Au moment de son transfert au FC Barcelone, Davor Šuker, ancien attaquant international croate et président de la fédération croate de football, compare Rakitić à Bernd Schuster dans sa façon de jouer. Unai Emery, qui a entraîné Rakitić au FC Séville, le qualifie « d'exemple sur et en dehors du terrain ». Il met en avant son professionnalisme, sa discrétion et ses capacités de dialogue.

## Statistiques

### Stastiques détaillées
| Saison                | Club                  | Championnat           | Championnat | Championnat | Championnat | Coupe nationale | Coupe nationale | Coupe nationale | Coupe de la Ligue | Coupe de la Ligue | Coupe de la Ligue | Supercoupe | Supercoupe | Supercoupe | Compétition(s) continentale(s) | Compétition(s) continentale(s) | Compétition(s) continentale(s) | Compétition(s) continentale(s) | Autres compétitions | Autres compétitions | Autres compétitions | Autres compétitions | Croatie | Croatie | Croatie | Total | Total | Total |
| Saison                | Club                  | Division              | M.          | B.          | P.d.        | M.              | B.              | P.d.            | M.                | B.                | P.d.              | M.         | B.         | P.d.       | Comp.                          | M.                             | B.                             | P.d.                           | Comp.               | M.                  | B.                  | P.d.                | M.      | B.      | P.d.    | M.    | B.    | P.d.  |
| 2005-2006             | FC Bâle               | SL                    | 1           | 0           | 0           | 1               | 0               | 0               | -                 | -                 | -                 | -          | -          | -          | C3                             | 1                              | 0                              | 0                              | -                   | -                   | -                   | -                   | -       | -       | -       | 3     | 0     | 0     |
| 2006-2007             | FC Bâle               | SL                    | 33          | 11          | 2           | 5               | 0               | 0               | -                 | -                 | -                 | -          | -          | -          | C3                             | 9                              | 0                              | 0                              | -                   | -                   | -                   | -                   | -       | -       | -       | 47    | 11    | 2     |
| Sous-total            | Sous-total            | Sous-total            | 34          | 11          | 2           | 6               | 0               | 0               | -                 | -                 | -                 | -          | -          | -          | -                              | 10                             | 0                              | 0                              | -                   | -                   | -                   | -                   | -       | -       | -       | 50    | 11    | 2     |
| 2007-2008             | Schalke 04            | Bundesliga            | 29          | 3           | 8           | 3               | 1               | 0               | 3                 | 0                 | 2                 | -          | -          | -          | C1                             | 7                              | 0                              | 1                              | -                   | -                   | -                   | -                   | 11      | 1       | 1       | 53    | 5     | 12    |
| 2008-2009             | Schalke 04            | Bundesliga            | 23          | 1           | 7           | 4               | 1               | 1               | -                 | -                 | -                 | -          | -          | -          | C1+C3                          | 2+5                            | 0+1                            | 0                              | -                   | -                   | -                   | -                   | 8       | 5       | 3       | 42    | 8     | 11    |
| 2009-2010             | Schalke 04            | Bundesliga            | 29          | 7           | 3           | 4               | 0               | 0               | -                 | -                 | -                 | -          | -          | -          | -                              | -                              | -                              | -                              | -                   | -                   | -                   | -                   | 8       | 2       | 1       | 41    | 9     | 4     |
| 2010-2011             | Schalke 04            | Bundesliga            | 16          | 1           | 3           | 4               | 1               | 1               | -                 | -                 | -                 | 1          | 0          | 0          | C1                             | 5                              | 0                              | 2                              | -                   | -                   | -                   | -                   | 5       | 0       | 0       | 31    | 2     | 6     |
| Sous-total            | Sous-total            | Sous-total            | 97          | 12          | 21          | 15              | 3               | 2               | 3                 | 0                 | 2                 | 1          | 0          | 0          | -                              | 19                             | 1                              | 3                              | -                   | -                   | -                   | -                   | 32      | 8       | 5       | 167   | 24    | 33    |
| 2010-2011             | Séville FC            | Liga                  | 13          | 5           | 1           | 1               | 0               | 0               | -                 | -                 | -                 | -          | -          | -          | C3                             | 2                              | 0                              | 1                              | -                   | -                   | -                   | -                   | 3       | 0       | 0       | 19    | 5     | 2     |
| 2011-2012             | Séville FC            | Liga                  | 36          | 0           | 6           | 3               | 1               | 0               | -                 | -                 | -                 | -          | -          | -          | -                              | -                              | -                              | -                              | -                   | -                   | -                   | -                   | 9       | 0       | 0       | 48    | 1     | 6     |
| 2012-2013             | Séville FC            | Liga                  | 34          | 8           | 10          | 8               | 3               | 4               | -                 | -                 | -                 | -          | -          | -          | -                              | -                              | -                              | -                              | -                   | -                   | -                   | -                   | 9       | 1       | 2       | 51    | 12    | 16    |
| 2013-2014             | Séville FC            | Liga                  | 34          | 12          | 10          | -               | -               | -               | -                 | -                 | -                 | -          | -          | -          | C3                             | 18                             | 3                              | 6                              | -                   | -                   | -                   | -                   | 12      | 0       | 3       | 64    | 15    | 19    |
| Sous-total            | Sous-total            | Sous-total            | 117         | 25          | 27          | 12              | 4               | 4               | -                 | -                 | -                 | -          | -          | -          | -                              | 20                             | 3                              | 7                              | -                   | -                   | -                   | -                   | 33      | 1       | 5       | 182   | 33    | 43    |
| 2014-2015             | FC Barcelone          | Liga                  | 32          | 5           | 8           | 7               | 1               | 1               | -                 | -                 | -                 | -          | -          | -          | C1                             | 12                             | 2                              | 1                              | -                   | -                   | -                   | -                   | 6       | 0       | 3       | 57    | 8     | 13    |
| 2015-2016             | FC Barcelone          | Liga                  | 36          | 7           | 2           | 6               | 0               | 1               | -                 | -                 | -                 | 2          | 0          | 0          | C1                             | 10                             | 2                              | 2                              | SU+CMC              | 1+2                 | 0                   | 0                   | 9       | 3       | 0       | 66    | 12    | 5     |
| 2016-2017             | FC Barcelone          | Liga                  | 32          | 7           | 6           | 8               | 1               | 1               | -                 | -                 | -                 | 2          | 0          | 0          | C1                             | 9                              | 0                              | 0                              | -                   | -                   | -                   | -                   | 3       | 1       | 2       | 54    | 9     | 9     |
| 2017-2018             | FC Barcelone          | Liga                  | 35          | 1           | 5           | 8               | 2               | 0               | -                 | -                 | -                 | 2          | 0          | 0          | C1                             | 10                             | 1                              | 0                              | -                   | -                   | -                   | -                   | 16      | 2       | 1       | 71    | 6     | 6     |
| 2018-2019             | FC Barcelone          | Liga                  | 34          | 3           | 5           | 7               | 1               | 3               | -                 | -                 | -                 | 1          | 0          | 0          | C1                             | 12                             | 1                              | 2                              | -                   | -                   | -                   | -                   | 5       | 0       | 0       | 59    | 5     | 10    |
| 2019-2020             | FC Barcelone          | Liga                  | 31          | 1           | 3           | 3               | 0               | 1               | -                 | -                 | -                 | 1          | 0          | 0          | C1                             | 7                              | 0                              | 1                              | -                   | -                   | -                   | -                   | 2       | 0       | 0       | 44    | 1     | 5     |
| Sous-total            | Sous-total            | Sous-total            | 200         | 24          | 29          | 39              | 5               | 7               | -                 | -                 | -                 | 8          | 0          | 0          | -                              | 60                             | 6                              | 6                              | -                   | 3                   | 0                   | 0                   | 41      | 6       | 6       | 351   | 41    | 48    |
| 2020-2021             | Séville FC            | Liga                  | 35          | 4           | 2           | 4               | 2               | 0               | -                 | -                 | -                 | 0          | 0          | 0          | C1                             | 8                              | 2                              | 1                              | SU                  | 1                   | 0                   | 0                   | -       | -       | -       | 48    | 8     | 3     |
| 2021-2022             | Séville FC            | Liga                  | 36          | 4           | 6           | 2               | 0               | 0               | -                 | -                 | -                 | -          | -          | -          | C1+C3                          | 5+3                            | 1+1                            | 1+0                            | -                   | -                   | -                   | -                   | -       | -       | -       | 46    | 6     | 7     |
| 2022-2023             | Séville FC            | Liga                  | 33          | 1           | 3           | 3               | 1               | 0               | -                 | -                 | -                 | -          | -          | -          | C1+C3                          | 6+9                            | 0+0                            | 1+2                            | -                   | -                   | -                   | -                   | -       | -       | -       | 51    | 2     | 6     |
| 2023-2024             | Séville FC            | Liga                  | 18          | 2           | 1           | 2               | 0               | 0               | -                 | -                 | -                 | -          | -          | -          | C1                             | 6                              | 0                              | 3                              | SU                  | 1                   | 0                   | 0                   | -       | -       | -       | 27    | 2     | 4     |
| Sous-total            | Sous-total            | Sous-total            | 121         | 11          | 12          | 11              | 3               | 0               | 0                 | 0                 | 0                 | 0          | 0          | 0          | -                              | 37                             | 4                              | 7                              | -                   | 2                   | 0                   | 0                   | -       | -       | -       | 171   | 18    | 19    |
| 2023-2024             | Al-Shabab FC          | SPL                   | 8           | 1           | 1           | -               | -               | -               | -                 | -                 | -                 | -          | -          | -          | -                              | -                              | -                              | -                              | -                   | -                   | -                   | -                   | -       | -       | -       | 8     | 1     | 1     |
| Total sur la carrière | Total sur la carrière | Total sur la carrière | 578         | 84          | 92          | 83              | 15              | 13              | 3                 | 0                 | 2                 | 9          | 0          | 0          | -                              | 146                            | 14                             | 24                             | -                   | 5                   | 0                   | 0                   | 107     | 15      | 16      | 931   | 128   | 147   |

### Buts internationaux
| Buts internationaux de Ivan Rakitić | Buts internationaux de Ivan Rakitić | Buts internationaux de Ivan Rakitić             | Buts internationaux de Ivan Rakitić | Buts internationaux de Ivan Rakitić | Buts internationaux de Ivan Rakitić | Buts internationaux de Ivan Rakitić |
| 0                                   | Date                                | Lieu                                            | Adversaire                          | Score                               | Résultats                           | Compétitions                        |
| ----------------------------------- | ----------------------------------- | ----------------------------------------------- | ----------------------------------- | ----------------------------------- | ----------------------------------- | ----------------------------------- |
| 1                                   | 12 septembre 2007                   | Estadi Comunal, Andorre-la-Vieille, Andorre     | Andorre                             | 0-6                                 | 0-6                                 | Éliminatoires Euro 2008             |
| 2                                   | 20 août 2008                        | Stadion Ljudski vrt, Maribor, Slovénie          | Slovénie                            | 1-1                                 | 2-3                                 | Match amical                        |
| 3                                   | 20 août 2008                        | Stadion Ljudski vrt, Maribor, Slovénie          | Slovénie                            | 2-3                                 | 2-3                                 | Match amical                        |
| 4                                   | 15 octobre 2008                     | Maksimir Stadium, Zagreb, Croatie               | Andorre                             | 1-0                                 | 4-0                                 | Éliminatoires Coupe du monde 2010   |
| 5                                   | 15 octobre 2008                     | Maksimir Stadium, Zagreb, Croatie               | Andorre                             | 4-0                                 | 4-0                                 | Éliminatoires Coupe du monde 2010   |
| 6                                   | 11 février 2009                     | Stade Steaua, Bucarest, Roumanie                | Roumanie                            | 1-1                                 | 1-2                                 | Match amical                        |
| 7                                   | 5 septembre 2009                    | Stade Maksimir, Zagreb, Croatie                 | Biélorussie                         | 1-0                                 | 1-0                                 | Éliminatoires Coupe du monde 2010   |
| 8                                   | 23 mai 2010                         | Stadion Gradski vrt, Osijek, Croatie            | Pays de Galles                      | 1-0                                 | 3-0                                 | Match amical                        |
| 9                                   | 12 octobre 2012                     | Philip II Arena, Skopje, Macédoine              | Macédoine du Nord                   | 1-2                                 | 1-2                                 | Éliminatoires Coupe du monde 2014   |
| 10                                  | 10 octobre 2015                     | Stade Maksimir, Zagreb, Croatie                 | Bulgarie                            | 2-0                                 | 3-0                                 | Éliminatoires Euro 2016             |
| 11                                  | 4 juin 2016                         | Stadion Rujevica (en), Rijeka, Croatie          | Saint-Marin                         | 7-0                                 | 10-0                                | Match amical                        |
| 12                                  | 17 juin 2016                        | Stade Geoffroy-Guichard, Saint-Étienne, France  | Tchéquie                            | 2-0                                 | 2-2                                 | Euro 2016                           |
| 13                                  | 5 septembre 2016                    | Stade Maksimir, Zagreb, Croatie                 | Turquie                             | 1-0                                 | 1-1                                 | Éliminatoires Coupe du monde 2018   |
| 14                                  | 27 mars 2018                        | AT&T Stadium, Arlington, États-Unis             | Mexique                             | 1-0                                 | 1-0                                 | Match amical                        |
| 15                                  | 21 juin 2018                        | Stade de Nijni Novgorod, Nijni Novgorod, Russie | Argentine                           | 3-0                                 | 3-0                                 | Coupe du monde 2018                 |

## Palmarès
| FC Bâle (1)                                                                                   | Schalke 04                                                                                     | Séville FC (2)                                                                                | FC Barcelone (13) | Équipe de Croatie                    |
| --------------------------------------------------------------------------------------------- | ---------------------------------------------------------------------------------------------- | --------------------------------------------------------------------------------------------- | --- | ------------------------------------ |
| - Championnat de Suisse - Vice-champion en 2006 et 2007 - Coupe de Suisse - Vainqueur en 2007 | - Championnat d'Allemagne - Vice-champion en 2010 - Supercoupe d'Allemagne - Finaliste en 2010 | - Ligue Europa - Vainqueur en 2014 et 2023 - Supercoupe de l'UEFA - Finaliste en 2020 et 2023 | - Championnat d'Espagne - Champion en 2015, 2016, 2018 et 2019 - Vice-champion en 2017 et 2020 - Coupe du Roi - Vainqueur en 2015, 2016, 2017 et 2018 - Finaliste en 2019 - Supercoupe d'Espagne - Vainqueur en 2016 et 2018 - Finaliste en 2015 et 2017 - Ligue des champions - Vainqueur en 2015 - Supercoupe de l'UEFA - Vainqueur en 2015 - Coupe du monde des clubs - Vainqueur en 2015 | - Coupe du monde - Finaliste en 2018 |

## Distinctions personnelles
- Élu meilleur joueur croate en 2015[37]
- Élu  « Homme du match » de la finale de Ligue Europa 2014.
- Joueur du mois en Liga : Janvier 2014
- Membre de l'équipe type du championnat d'Espagne en 2014
- Membre de l'équipe type de la Ligue des Champions 2015